# 饒子儀
饒子儀（?—?），字元禮。北宋學者。
曾從胡瑗受經，力學不倦，杜門著書，王安石多所論薦皆不仕。世業春秋，潛心經學，理欲之辨甚嚴，嘗揭聖賢法言於軒檻以自警，晚年遷居父墓之側，時與門人子弟倘徉原野間，班荊剖論，緩步行歌，悠然自得。
台灣高雄市美濃區有三座以上的平陽堂寫著：

“愛國賢良徵元禮，忠君道術重雙峰”就在歌頌饒子儀與饒魯的事蹟。

## 重要著作
- 《編年史要》
- 《周易》
- 《論語解》
- 《詩文集》